# U-17-Fußball-Ozeanienmeisterschaft
Die U-17-Fußball-Ozeanienmeisterschaft (englisch OFC U-17 Championship) ist ein Fußballwettbewerb zwischen den ozeanischen Nationalmannschaften für männliche Fußballspieler unter 17 Jahren und dient hauptsächlich der Qualifikation für die U-17-Fußball-Weltmeisterschaft. Es wurde erstmals im Jahr 1983, noch als U-16 Wettbewerb, ausgetragen und findet derzeit im Zweijahresrhythmus statt. Startberechtigt sind grundsätzlich alle elf derzeitigen Mitglieder des ozeanischen Kontinentalverbandes OFC.
Australien nahm bis zu seinem Wechsel in den asiatischen Fußballverband (AFC) 2006 teil. Seitdem ist Neuseeland auch in dieser Altersklasse die unangefochtene Nummer 1 in Ozeanien. Taiwan (Chinese Taipei) gehörte aus (sport)politischen Gründen ebenfalls zeitweise zum Teilnehmerfeld.
Der Modus wechselte in den letzten Jahren immer wieder zwischen einem Rundenturnier, bei dem zunächst in zwei Gruppen und anschließend im K.-o.-System weitergespielt wurde und einem Ligasystem in dem jeder gegen jeden spielte und es kein eigentliches Endspiel gab.

## Die Turniere im Überblick
| Jahr                            | Gastgeber                       | Finale                                | Finale                                | Finale                                | Spiel um Platz drei                   | Spiel um Platz drei                    | Spiel um Platz drei                   |
| Jahr                            | Gastgeber                       | Sieger                                | Ergebnis                              | Zweiter Platz                         | Dritter Platz                         | Ergebnis                               | Vierter Platz                         |
| ------------------------------- | ------------------------------- | ------------------------------------- | ------------------------------------- | ------------------------------------- | ------------------------------------- | -------------------------------------- | ------------------------------------- |
| als U-16 Wettbewerb ausgetragen |                                 |                                       |                                       |                                       |                                       |                                        |                                       |
| 1983 Details                    | Neuseeland                      | Australien                            | (Ligasystem)                          | Neuseeland                            | Taiwan                                | (Ligasystem)                           | Neukaledonien                         |
| 1986 Details                    | Taiwan                          | Australien                            | (Ligasystem)                          | Neuseeland                            | Taiwan                                | (Ligasystem)                           | Papua-Neuguinea                       |
| 1989 Details                    | Australien                      | Australien                            | (Ligasystem)                          | Neuseeland                            | Taiwan                                | (Ligasystem)                           | Fidschi                               |
| als U-17 Wettbewerb ausgetragen |                                 |                                       |                                       |                                       |                                       |                                        |                                       |
| 1991 Details                    | Neuseeland                      | Australien                            | (Ligasystem)                          | Neuseeland                            | Fidschi                               | (Ligasystem)                           | nur drei Teams                        |
| 1993 Details                    | Neuseeland                      | Australien                            | 3:0                                   | Salomonen                             |                                       | kein Spiel um Platz 3                  |                                       |
| 1995 Details                    | Vanuatu                         | Australien                            | 1:0                                   | Neuseeland                            | Vanuatu                               | 3:0                                    | Salomonen                             |
| 1997 Details                    | Neuseeland                      | Neuseeland                            | 1:0                                   | Australien                            | Salomonen                             | 3:0                                    | Fidschi                               |
| 1999 Details                    | Fidschi                         | Australien                            | 5:0                                   | Fidschi                               | Salomonen                             | Spiel angesetzt aber nicht ausgetragen | Neukaledonien                         |
| 2001 Details                    | Samoa / Cookinseln              | Australien                            | 3:0 / 6:0                             | Neuseeland                            |                                       | kein Spiel um Platz 3                  |                                       |
| 2003 Details                    | Amerikanisch-Samoa / Australien | Australien                            | 3:1 / 4:0                             | Neukaledonien                         |                                       | kein Spiel um Platz 3                  |                                       |
| 2005 Details                    | Neukaledonien                   | Australien                            | 1:0                                   | Vanuatu                               | Salomonen                             | 3:1                                    | Neukaledonien                         |
| 2007 Details                    | Tahiti                          | Neuseeland                            | (Ligasystem)                          | Tahiti                                | Fidschi                               | (Ligasystem)                           | Neukaledonien                         |
| 2009 Details                    | Neuseeland                      | Neuseeland                            | (Ligasystem)                          | Tahiti                                | Neukaledonien                         | (Ligasystem)                           | Vanuatu                               |
| 2011 Details                    | Neuseeland                      | Neuseeland                            | 2:0                                   | Tahiti                                | Salomonen                             | 2:0                                    | Vanuatu                               |
| 2013 Details                    | Neuseeland                      | Neuseeland                            | (Ligasystem)                          | Neukaledonien                         | Vanuatu                               | (Ligasystem)                           | Fidschi                               |
| 2015 Details                    | Amerikanisch-Samoa              | Neuseeland                            | 1:1 5:4 i. E.                         | Tahiti                                | Vanuatu                               | 6:0                                    | Neukaledonien                         |
| 2017 Details                    | Tahiti                          | Neuseeland                            | 7:0                                   | Neukaledonien                         |                                       | kein Spiel um Platz 3                  |                                       |
| 2018 Details                    | Salomonen                       | Neuseeland                            | 0:0 5:4 i. E.                         | Salomonen                             | Tahiti                                | 2:1                                    | Fidschi                               |
| 2021 Details                    | Fidschi                         | Wegen der COVID-19-Pandemie abgesagt. | Wegen der COVID-19-Pandemie abgesagt. | Wegen der COVID-19-Pandemie abgesagt. | Wegen der COVID-19-Pandemie abgesagt. | Wegen der COVID-19-Pandemie abgesagt.  | Wegen der COVID-19-Pandemie abgesagt. |
| 2023 Details                    | Fidschi                         | Neuseeland                            | 1:0                                   | Neukaledonien                         | Tahiti                                | 3:0                                    | Fidschi                               |

### Rangliste der Sieger
| Rang | Land       | Titel | Jahr(e)                                                    |
| ---- | ---------- | ----- | ---------------------------------------------------------- |
| 1    | Australien | 10    | 1983, 1986, 1989, 1991, 1993, 1995, 1999, 2001, 2003, 2005 |
| 2    | Neuseeland | 9     | 1997, 2007, 2009, 2011, 2013, 2015, 2017, 2018, 2023       |